# George W.M. Reynolds
George William MacArthur Reynolds, född 23 juli 1814 i Sandwich, Kent, död i juni 1879 i London, var en brittisk författare och journalist. Han var son till kapten sir George Reynolds, som arbetade vid Royal Navy. Reynolds utbildade sig vid Dr. Nance's School i Ashford och studerade sedan vid Royal Military Academy Sandhurst. Tanken var att Reynolds skulle ta värvning i Storbritanniens armé, men han bestämde sig för att istället bli författare och journalist efter att hans föräldrar avled under 1829.
Reynolds gifte sig med Susannah Frances Reynolds 1835 och samma år publiceras hans berättelse The Youthful Imposter. Under sin livstid publicerade Reynolds många romaner och han var även redaktör för The Teetotaler, en tidskrift om absolutism. År 1860 drog sig Reynolds tillbaka från sitt författarskap och strax före sin död arbetade han som kyrkvärd i London.